# Annickia kummerae
Annickia kummerae är en kirimojaväxtart som först beskrevs av Adolf Engler och Friedrich Ludwig Diels, och fick sitt nu gällande namn av A.K.van Setten och Paulus Johannes Maria Maas. Annickia kummerae ingår i släktet Annickia och familjen kirimojaväxter. Inga underarter finns listade i Catalogue of Life.